# بیگ بالر برند
بیگ بالر برند (انگلیسی: Big Baller Brand) شرکت تجهیزات ورزشی و پوشاک آمریکایی است، که در سال ۲۰۱۶ توسط لاوار بال و آلن فاستر تأسیس شد.